# World Hockey Association 2
La World Hockey Association 2 est une ligue mineure de hockey sur glace aux États-Unis qui a existé de 2003 à 2004.

## Historique
En 2003, elle est créée par David Waronker, également propriétaire ou copropriétaire des équipes participantes. La ligue était composée par des certaines équipes issues de la dissolution de la Atlantic Coast Hockey League. En 2004, la ligue cesse ses activités et certaines de ces équipes rejoignent la Southern Professional Hockey League formée avec des franchises de la South East Hockey League. Jacksonville a accueilli le Match des étoiles lors de l'unique saison.

## Palmarès
Le vainqueur remporte la Coupe du Président:
- 2003-2004: Barracudas de Jacksonville.

## Équipes
- Seals d'Orlando
- Barracudas de Jacksonville
- Trax de Macon
- Manatees de Miami
- Loggerheads de Lakeland
- Slammers de l'Alabama